# Léo Meindl
Leonardo Simões Meindl (Franca, 20 de março de 1993) é um jogador brasileiro de basquetebol. Atualmente joga pelo Alvark Tokyo disputado a B. League (Japão). Ele é filho do ex-jogador de basquete Paulão, que defendeu o Brasil na década de 1980.

## Carreira
Léo atuou pelo Basquetebol São Paulo Futebol Clube e na temporada 2012–2013 foi escolhido como o Sexto Homem do Ano.
Em 21 de julho de 2023, Meindl assinou com o Alvark Tokyo, da Liga Japonesa B. League.

## Seleção Brasileira
Fez parte da equipe que ganhou a medalha de ouro nos Jogos Pan-Americanos de 2015, em Toronto, no Canadá.
A Confederação Brasileira de Basquete (CBB) divulgou em 21 de agosto de 2023, a lista com os 12 atletas convocados para a Copa do Mundo. Dentre os nomes o de Léo.